# Röntgen (cràter)

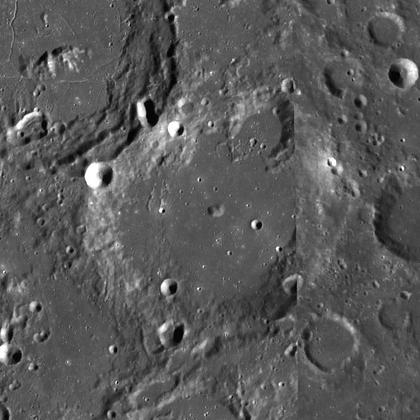
Fotografia de la missió Lunar Reconnaissance Orbiter

Röntgen és un cràter d'impacte relativament gran que es troba en el terminador nord-oest de la Lluna. La seva vora exterior nord-oest està parcialment cobert pel cràter Nernst. Tant Nernst com Röntgen superen la vora est de la plana emmurallada molt més gran de Lorentz. El cràter més petit Aston està separat de la vora aquest de Röntgen per solament alguns quilòmetres del terreny. Al sud-sud-est es troba Voskresenskiy.

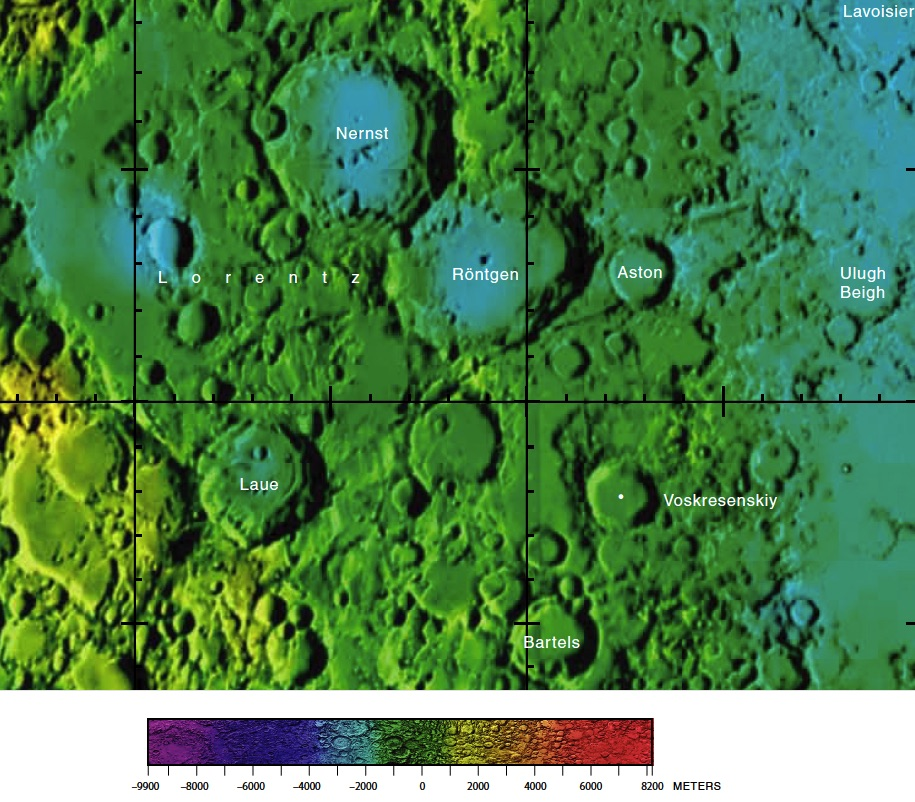
Localització de Röntgen (centre de la imatge)

La vora exterior de Röntgen ha estat fortament erosionada per impactes posteriors, formant un anell desigual i desordenat de crestes en la superfície. Un cràter relativament recent en forma de copa jeu sobre la vora comuna entre Röntgen i Nernst. El sòl interior de Röntgen és gairebé pla, amb tan sols algunes zones de terreny irregular prop de les vores i una cresta baixa prop del punt mitjà. La superfície del sòl està marcada per uns quants cràters petits i altres diminuts.

## Cràters satèl·lit
Per convenció aquests elements són identificats en els mapes lunars posant la lletra en el costat del punt central del cràter que està més proper a Röntgen.